# Стокбро, Андреас
Андреас Стокбро Нильсен (дат. Andreas Stokbro Nielsen род. 8 апреля 1997, Brøndbyvester, Копенгаген) — датский профессиональный шоссейный велогонщик, выступающий c 2020 года за команду мирового тура «NTT Pro Cycling».

## Достижения
2015
1-й — Этап 2b Трофей Карлсберга (юниоры)
3-й  Чемпионат Европы - Мэдисон (юниоры) (трек)
2016
3-й  Чемпионат Дании — Групповая гонка U23
5-й ЗЛМ Тур  — Генеральная классификация
1-й — Этап 3
2017
2-й  Чемпионат Дании — Групповая гонка U23
4-й Тур Химмерланда
4-й Тур Фюна
4-й Ronde van Overijssel
2018
1-й — Этап 4 (КГ) Тур де л’Авенир
2-й  Чемпионат Дании — Групповая гонка U23
2-й Тур Эстонии  — Генеральная классификация
1-й — Этап 2
2019
1-й Тур Фландрии U23
1-й Гран-при Хернинга
4-й Чемпионат Дании — Групповая гонка